# Partito Libertario Tedesco
Il Partito Libertario Tedesco - in tedesco Deutschfreiheitliche Partei - è stato un partito politico del Tirolo attivo tra la fine del XIX secolo e l'inizio del XX secolo, di orientamento liberal-nazionale.
Ebbe origine verso il 1880, da una costola del Partito liberale tedesco attivo in Austria, costituendo così un nuovo soggetto politico, prettamente localistico e limitato al Tirolo. Tra i maggiori esponenti vi fu Julius Perathoner, borgomastro di Bolzano dal 1895 al 1922.
Attivo in Alto Adige anche dopo la sua annessione al Regno d'Italia, il PLT si presentò alle elezioni politiche del 1921, in coalizione col Partito Popolare Tirolese, in una lista denominata Deutscher Verband, che raccolse il 90% dei consensi tra l'elettorato di lingua tedesca ed elesse quattro rappresentanti alla Camera dei deputati (Eduard Reut-Nicolussi, Karl Tinzl, Friedrich von Toggenburg e Wilhelm von Walther).
Nel Tirolo austriaco e nel Vorarlberg, esso, dopo il 1919, confluì nel Partito Popolare Pangermanista, che è considerato il precursore del Partito della Libertà Austriaco.